# HD 5612
HD 5612，又名BD+12 119，SAO 92183、HR 276，是一颗恒星，视星等为6.32，位于銀經125.34，銀緯-49.15，其B1900.0坐标为赤經0h 52m 39.5s，赤緯+13° -49.15′ 19″。